# Onchestos (Mythologie)
Onchestos (altgriechisch Ὀγχηστός Onchēstós) war in der griechischen Mythologie der Sohn des Poseidon oder als Sohn des Boiotos dessen Enkel.
Laut Plutarch war er der Vater des Megareus und der Abrote. Auch Plataieus wird als sein Sohn genannt.
Er galt als der Gründer (Ktistes) der Stadt Onchestos in Böotien.